# Enquitllar
Enquitllar és un paratge del terme municipal de Conca de Dalt, a l'antic terme d'Hortoneda de la Conca, al Pallars Jussà, en territori que havia estat del poble d'Herba-savina.
Està situat al nord-est d'Herba-savina, a l'esquerra de la llau de la Pleta de les Barres, a l'extrem sud-occidental del Serrat Blanc, molt a prop del límit dels termes de Conca de Dalt i d'Abella de la Conca, aquest darrer a la vall de Carreu. Travessa aquest paratge la llau de Pleta Torrent. La Pista del Grau passa per damunt i al nord d'aquest paratge.